# Jan Ossowski
Jan Ossowski herbu Gryf (zm. po 13 lutego 1601) – kasztelan zawichojski w latach 1598–1601, kasztelan połaniecki w latach 1585–1595, wojski sandomierski w 1585 roku, starosta robczycki w 1589 roku, podstarości nowomiejski.
W 1601 roku wyznaczony z Senatu jako lustrator do rewizji Mazowsza i Podlasia.